# Bothriocera riparia
Bothriocera riparia är en insektsart som beskrevs av Ronald Gordon Fennah 1943. Bothriocera riparia ingår i släktet Bothriocera och familjen kilstritar. Inga underarter finns listade i Catalogue of Life.